# Довбошинський Данило Данилович
Данило Данилович Довбошинський (Добошинський) (27 липня (травня) 1924, місто Колки, тепер смт Колки Маневицький район, Волинська область — 8 серпня 2012, м. Луцьк) — український живописець, графік, Заслужений художник України. Член Національної спілки художників України з 1963 року.

## Біографія
Після демобілізації з армії (1945 р.) працював у Луцькому драматичному театрі художником і актором. Навчався у 1946—1951 роках у Львівському училищі прикладного мистецтва та майже водночас у 1947 році, одразу після створення Львівського інституту прикладного і декоративного мистецтва, вступив на кафедру живопису (викладач — Роман Сельський, Йосип Бокшай). З ним поруч училися Карло Звіринський, Володимир Патик, Софія Караффа-Корбут, Степан Коропчак, Іван Скобало та інші не менш талановиті художники. Закінчив Львівський державний інститут ужиткового та декоративного мистецтва у 1953 році. Як найкращого випускника Довбошинського залишили на кафедрі викладачем. Здобув звання доцента, і як в. о. професора завідував кафедрою живопису. В інституті працював до 1984 року, потім пішов на творчу роботу. Працює в галузі станкового та монументального живопису.
У 2004 році Інститутом народознавства НАН України видано альбом Данила Довбошинського з нагоди виставки малярства, присвяченої 80-річчю митця, що відбулася у Львівській академії мистецтв у липні-серпні 2004 р..
Відійшов у засвіти 8 серпня 2012 року у Луцьку. Похований у рідному селі Колки.

## Основні твори
- мозаїка: «Воїн-переможець» (1960);
- панно «Лісова пісня» (1986);
- панно «Шахтарі» (1986).